# 大新镇 (五河县)
大新镇，是中华人民共和国安徽省蚌埠市五河县下辖的一个乡镇级行政单位。

## 行政区划
大新镇下辖以下地区：
大新村、张圩村、新北村、毛滩村、刘朵村、府台村、郭府村、韩台村和沟北村。